# Lützelbach
Lützelbach település Németországban, Hessen tartományban. Lakosainak száma 6788 fő (2023. december 31.).

## Népesség
A település népességének változása:
| Lakosok száma | 6873 | 6812 | 6831 | 6800 | 6788 |
|               | 2017 | 2019 | 2021 | 2022 | 2023 |